# Hicham Mezair
Mohamed Hicham Mezair (ur. 16 października 1976 w Tilimsanie) – algierski piłkarz grający na pozycji bramkarza.
Ten zawodnik był w kadrze Algierii w Pucharze Narodów Afryki 2004, gdzie jego drużyna zajęła 2. miejsce w grupie, a później dotarła aż do ćwierćfinału i odpadła w meczu z Marokiem.